# Neocteniza occulta
Neocteniza occulta är en spindelart som beskrevs av Norman I. Platnick och Mohammad Umar Shadab 1981. Neocteniza occulta ingår i släktet Neocteniza och familjen Idiopidae.
Artens utbredningsområde är Panama. Inga underarter finns listade i Catalogue of Life.